# Pawel von Kolomna

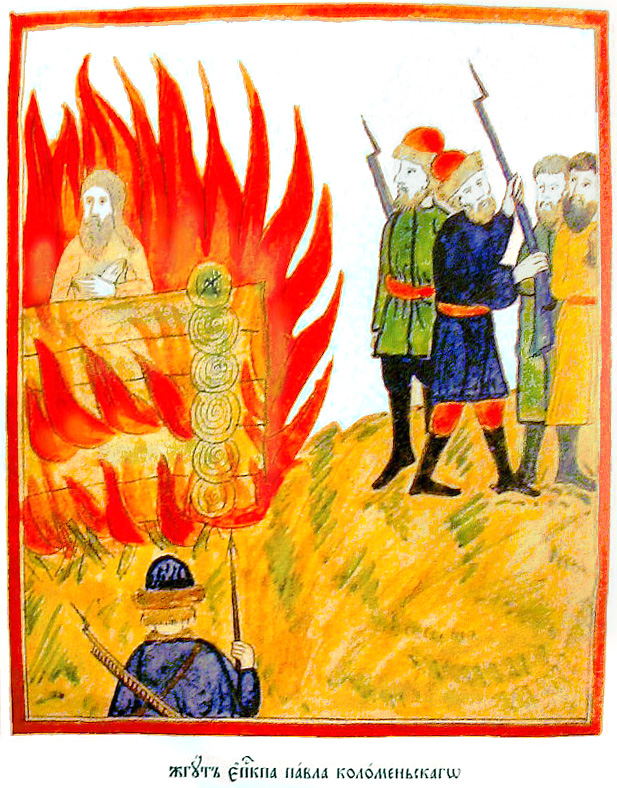
Bild von seiner Hinrichtung auf dem Scheiterhaufen (19. Jh.).

Pawel von Kolomna, Paul von Kolomna oder Pavel von Kolomna (russisch Павел Коломенский, wiss. Transliteration Pavel Kolomenskij; † 6. Apriljul. / 16. April 1656greg.) war ein namhafter russischer Geistlicher des 17. Jahrhunderts und ist ein Märtyrer der Altgläubigen. 
Am 17. Oktober 1652 wurde er Bischof von Kolomna. Die Reformtätigkeit des Patriarchen Nikon stieß auf seinen Widerstand. Er wurde 1654 von seinem Bischofsamt suspendiert, ins Paleostrowsk-Kloster auf einer Insel des Onegasees verbannt und 1656 ins Chutyn-Kloster bei Nowgorod verlegt. Dort soll er am 16. April 1656 auf dem Scheiterhaufen hingerichtet worden sein. 